# Lupinus giganteus
Lupinus giganteus är en ärtväxtart som beskrevs av Joseph Nelson Rose. Lupinus giganteus ingår i släktet lupiner, och familjen ärtväxter. Inga underarter finns listade i Catalogue of Life.